# 크로아티아 문학
크로아티아 문학은 9세기 말에 크로아티아인이 그리스도교로 개종하면서 시작되었다. 15세기 후반까지의 크로아티아 문학은 주로 성서이야기와 전설 및 민간 전승으로 이루어져 있었다. 최초의 종교서적들은 글리골 문자로 씌어졌으며 12세기부터 비문과 법률 서류에 민족 언어가 널리 쓰였으나, 14세기부터는 라틴어가 주로 쓰였다. 15-16세기초의 크로아티아 문학은 고전문학과 이탈리아 문학 및 크로아티아 민간 전승의 영향으로 페트라르카풍의 서정시가 발달하였다. 대표적으로 시인 하니발 루치치가 두드러진다. 17, 18세기의 가장 뛰어난 사람은 서사시 <오스만>의 작가 이반 군둘리치이며, 안드리야 카치치 미오시치는 역사적 주제를 음유시인의 대중적인 운문 형식으로 다루었다. 19세기에는 개인적·애국적·사색적인 서정시가 인기를 얻었다. 20세기 초에는 시가 크로아티아 문학을 지배하는 주요 장르였다. 시인들은 예술을 위한 예술 경향을 반영하여, 개인의 존재에서 의미를 찾으려고 애쓰며 자신의 세계와 싸우는 현대인의 내적 투쟁을 강조하였다. 1948년 소련(현 러시아)과 관계가 단절된 뒤 제한적이었던 유고슬라비아의 분위기가 누그러지자 많은 작가들은 1970-71년에 일어난 ‘크로아티아의 봄’이라는 민족부흥운동을 지지하였다. 이후 크로아티아 문학은 두브라브카 우그레시치의 페미니즘 작품에서 볼 수 있듯이 세계주의적인 주제를 선택함으로써 서구 문학과 공통된 관심사를 다루었다.